# Hypotyphlina similis
Hypotyphlina similis är en tvåvingeart som beskrevs av Vanschuytbroeck 1963. Hypotyphlina similis ingår i släktet Hypotyphlina och familjen Pyrgotidae.
Artens utbredningsområde är Kongo. Inga underarter finns listade i Catalogue of Life.